# Paul Piaget
Paul Piaget (1905 - ?) va ser un remer suís que va competir a començaments del segle xx.
El 1920 va prendre part en els Jocs Olímpics d'Anvers, on guanyà la medalla de bronze en la competició del dos amb timoner del programa de rem, formant equip amb Edouard Candeveau i Alfred Felber. En aquest equip feia de timoner.